# Alberto Abdala
Alberto Eduardo Abdala (Maldonado, 1920 - Montevideo, 1986) fou un pintor i polític uruguaià, vicepresident de l'Uruguai entre 1967 i 1972. Va ser membre del Partit Colorado.

## Biografia
És el fill de Sara Jorge i Miguer Abdala, originaris del poble de Kelhat al districte de Koura al Liban. Havien pres el camí de l'emigració l'any 1889, impulsats pels problemes econòmics i socials del país.
Graduat com a advocat el 1946, va ser professor universitari de dret romà a la Facultat de Dret de la Universitat de la República. En les eleccions de 1950 va ser elegit diputat, seu que va reconquerir quatre anys més tard. El 1956 va ser designat pel segon Consell Nacional de Govern amb majoria del Partit Colorado, ministre de l'Interior, càrrec que va ocupar durant un any. Als comicis de 1958 va triomfar el Partit Nacional i va ser elegit senador, seu que va ocupar fins al 1963. Al senat va lluitar per la justícia social, per la pau, la sobirania, les institucions i la democràcia, en els moments difícils que vivia l'Uruguai. Entre aquell any i 1967 va integrar l'últim Consell Nacional de Govern en representació del seu partit que era minoritari.
Durant les eleccions de 1966 va encapçalar la llista al Senat de la llista del Partit Colorado més votada. Quan el desembre de 1967 Óscar Diego Gestido va morir i el vicepresident Jorge Pacheco Areco va passar a exercir la primera magistratura, Abdala va esdevenir vicepresident, i va ocupar el càrrec durant la resta d'aquell turbulent període, fins al febrer de 1972.
Es va retirar de l'activitat política després d'haver aspirat el 1971 a la presidència de la República amb la seva llista 1.000.000. La seva candidatura va ser relegada pel president Pacheco en favor de la de Juan María Bordaberry Arocena.
Alberto Abdala va morir l'any 1986 a Montevideo.
El 2016 van donar el seu nom a un carrer al poble natal dels seus pares al Liban.